# Otto Schmidt (Politiker, 1892)
Otto Schmidt (* 28. Juli 1892 in Amstetten, Niederösterreich; † 12. Mai 1960 in Graz, Steiermark) war ein österreichischer Lehrer und kurzzeitig auch Politiker (SPÖ).

## Leben
Otto Schmidt besuchte nach der Volks- und Bürgerschule und zuletzt eine Lehrerbildungsanstalt. Zunächst verdiente er sich als Lehrer in Graz seinen Lebensunterhalt, wurde später Oberlehrer und zuletzt Bezirksschulinspektor.
Sein erstes politisches Mandat bekleidete er von 1924 bis 1934, als er für die sozialistische Partei ein Mandat im Grazer Gemeinderat bekleidete. 1934 musste er eine mehrmonatige politische Freiheitsstrafe verbüßen; im Jahr 1938 wurde er in Schutzhaft genommen.
Im Dezember 1945 wurde Schmidt in Wien als Mitglied des Bundesrats vereidigt, dem er danach bis November 1949 angehörte.